# Jan z Damašku
Svatý Jan z Damašku (kolem 650, 670 nebo 675-676, Damašek, Sýrie – 749-754, klášter sv. Sávy u Jeruzaléma; řecky: Ιωάννης Δαμασκήνος/Ióannés Damaskénos) byl byzantský teolog a mnich. Narodil se a vyrostl v Damašku v Sýrii a zemřel (pravděpodobně) v klášteře sv. Sávy v Palestině (na jihovýchodě od Jeruzaléma). V roce 1890 ho papež Lev XIII. prohlásil učitelem církve. Jeho svátek se slaví 4. prosince.

## Biografie

### Mládí
Pocházel ze zámožné syrské křesťanské rodiny (některé zdroje uvádějí arabské křesťanské rodiny), otec byl vysokým úředníkem u dvora damašského chalífy Abd al-Malika.
Když bylo Janovi 23 let, jeho otec hledal nějakého křesťanského učitele, který by dal dobré vzdělání jeho dětem. Zdroje uvádějí, že zatímco trávil Jan svůj čas na tržišti, otec se setkal s mnoha zajatci, již byli zajati při válečných výbojích proti pobřeží Itálie. Jeden z nich, sicilský mnich jménem Kosmas, jej zaujal svoji velikou znalostí a moudrostí. Janův otec zařídil jeho propuštění a jmenoval jej instruktorem svého syna. Jan u mnicha Kosmy získal vynikající vzdělání v oblasti astronomie, práva, filozofie, hudby a teologie. Podle zápisků jeho biografa se brzy rovnal Diofantovi v algebře a Euklidovi v geometrii.
Jan převzal po svém otci úřad.

### V úřadu
Když za byzantského císaře Lva III. (vládl 717–741) vypukl spor o uctívání ikon, napsal tři traktáty, v nichž proti císařskému zákazu obhajoval užívání svatých obrazů v křesťanském kultu. Užitečnost zobrazování argumentoval Kristovou inkarnací: V Ježíši Kristu se Bůh stal člověkem. Ten, který je nehmotný, na sebe vzal hmotné tělo, a proto může být zobrazován.
Přestože byl mimo dosah císařské moci, jeho pozice u dvora se stala neudržitelnou, a proto se v roce 730 rozhodl vstoupit do kláštera Mar Saba (svatého Sávy) na západním břehu Mrtvého Moře. Přijal kněžské svěcení a věnoval se teologii.

### Autorství
Napsal řadu pojednání o asketickém životě, komentáře k Pavlovým epištolám a množství hymnů, z nichž některé dodnes užívá byzantská liturgie.
Janův hlavní spis je „Pégé gnóseós“ („Pramen poznání“) napsaný kolem roku 742. Tento spis se dělí na tři části. První část pojednává o filozofii, druhá o herezi a třetí o pravé víře. Tento „Výklad pravé víry“ mu získal u východních křesťanů podobnou autoritu, jakou mají na Západě spisy sv. Tomáše Akvinského. Tato část byla prvním systematickým zpracováním církevní nauky a byla v řecké (ortodoxní) církvi používána jako učebnice dogmatiky.
Je také pravděpodobné, že je Jan z Damašku autorem duchovního románu Barlaam kai Ioasaf (Barlám a Josafat), který má dvoje staročeské zpracování ze 14. století a těšil se u nás mimořádné oblibě.

### Úmrtí
Přesné datum smrti není známo, ale věří se, že zemřel v roce 754, před svoláním obrazoborecké synody v Hiereii. Na tomto sněmu byl odpůrci zobrazování odsouzen společně se sv. Germanem a Jiřím z Kypru. Teprve v roce 787 na 7. ekumenickém sněmu (Druhý nikajský) byli rehabilitováni.

### Svatý a učitel církve
Jan z Damašku byl prohlášen za svatého řeckou (východní) i latinskou (západní) církví. Na západě získal většího věhlasu až ve 12. století, kdy byl jeho spis Peri tés orthodoxú přeložen do latiny pod názvem De fide orthodoxa a o století později také jeho dvě části Pégé gnóseós. Pojednání De fide orthodoxa je pokládáno za jednu z nejdůležitějších prací utvářející podobu středověké teologie Západu. V roce 1890 (anglická Wikipedie uvádí 1883) jej prohlásil papež Lev XIII. (papežem 1878–1903) za učitele církve (je též znám jako poslední učitel církve).

### Literatura

Ioannis Damasceni Opera, 1603